# Chronologie de la guerre franco-allemande de 1870-1871
Pour des articles plus généraux, voir Guerre franco-allemande de 1870 et Déroulement de la guerre franco-allemande de 1870-1871.
Batailles
- Chronologie de la guerre franco-prussienne de 1870
- Sarrebruck (08-1870)
- Wissembourg (08-1870)
- Forbach-Spicheren (08-1870)
- Wœrth (08-1870)
- Bitche (08-1870)
- Phalsbourg (08-1870)
- Borny-Colombey (08-1870)
- Strasbourg (08-1870)
- Mars-la-Tour (08-1870)
- Toul (08-1870)
- Gravelotte (08-1870)
- Metz (08-1870)
- Nouart (08-1870)
- Beaumont (08-1870)
- Noisseville (08-1870)
- Sedan (08-1870)
- Montmédy (09-1870)
- Soissons (09-1870)
- Siège de Paris et chronologie du siège (09-1870)
- Nompatelize (10-1870)
- Bellevue (10-1870)
- Châtillon (10-1870
- Châteaudun (10-1870)
- Buzenval (10-1870)
- Bourget (10-1870)
- Dijon (10-1870)
- Belfort (11-1870)
- La Fère (11-1870)
- Langres (11-1870)
- Bouvet et Meteor (navale) (11-1870)
- Coulmiers (11-1870)
- Thionville (11-1870)
- Châtillon-sur-Seine (11-1870)
- Villers-Bretonneux (11-1870)
- Beaune-la-Rolande (11-1870)
- Champigny (11-1870)
- Orléans (12-1870)
- Loigny (12-1870)
- Châteauneuf (12-1870)
- Beaugency (12-1870)
- Longeau (12-1870)
- l’Hallue (12-1870)
- Siège de Péronne (1871)
- Bapaume (01-1871)
- Villersexel (01-1871)
- Le Mans (01-1871)
- Héricourt (01-1871)
- Saint-Quentin (01-1871)
- Buzenval (01-1871)

La chronologie de la guerre franco-prussienne de 1870-71 permet d'appréhender l'histoire de cette guerre par les événements selon leur ordre temporel.
 Cette chronologie s'appuie sur différents rapports, extraits du Journal officiel de la République, journaux, ouvrages bibliographiques, et de nombreux mémoires de, journal de… et autres articles.
Elle est succincte concernant les évènements du siège de Paris car on trouvera des explications et une chronologie complète dans l'article concernant la chronologie du siège de Paris.

## 1870

### Juillet
- 14 juillet :
  - Rappel à l'activité des militaires de la réserve de l'armée française[2].
- 19 juillet :
  - La France déclare formellement la guerre à la Prusse.
- 20 juillet :
  - Le maréchal Le Bœuf est nommé major général de l'armée du Rhin.
- 25 juillet :
  - Combat aux avant-postes de Bouzonville (Armée du Rhin).
- 27 juillet :
  - L'impératrice Eugénie est nommée régente.
- 28 juillet :
  - Napoléon III, accompagné du prince impérial, le sous-lieutenant Louis-Napoléon Bonaparte âgé de 14 ans, se rend à Metz pour prendre la tête de l'armée.

### Août
- 2 août :
  - Bataille de Sarrebruck, auxquels assiste le jeune prince impérial (Armée du Rhin).
- 4 août :
  - Bataille de Wissembourg dans le Bas-Rhin, première bataille qui se solde par la retraite des troupes françaises du maréchal de Mac Mahon (division Douay) devant les troupes prussiennes du Kronprinz (Armée du Rhin).
- 6 août :
  - Bataille de Frœschwiller-Wœrth lors de laquelle la IIIe armée allemande du Kronprinz de Prusse met en déroute les troupes françaises du Maréchal de Mac-Mahon. (Armée du Rhin)
  - Charges de Reichshoffen : charges vaines des cuirassiers français sur les villages de Morsbronn (où ils sont anéantis) et de Elsasshausen. (Armée du Rhin)
  - Bataille de Forbach-Spicheren : la division du général Frossard est écrasée en raison de l'inaction du maréchal Bazaine, jaloux de Frossard (Armée du Rhin).
  - Affaire de Rosbruck (Armée du Rhin).
- 8 août :
  - Début du siège de Bitche[3]
- 9 août :
  - Affaire de Grostenquin (Armée du Rhin).
  - Combat de Boulay-Moselle (Armée du Rhin)
- 10 août :
  - Début du siège de Phalsbourg.
- 12 août :
  - Napoléon III, malade, laisse le maréchal Bazaine prendre la tête de l'armée.
- 13 août :
  - Affaire de Dieulouard (Armée de Metz).
- 14 août :
  - Bataille de Borny-Colombey : l'indécision du maréchal Bazaine empêcha la victoire de l'Armée de Metz.
  - L'Empereur quitte Metz avec le Prince Impérial en direction de Verdun[4]
  - Dans les Vosges, le génie fait sauter deux ponts sur la Moselle tandis que les mobiles des Vosges marchent sur Vesoul.
  - Les troupes ennemies sont signalées à Vigneulles.
  - Les correspondances télégraphiques entre Nancy et Paris sont interrompues.
- 15 août :
  - Combat de Longeville-lès-Metz (Armée de Metz).
  - Bataille de Mars-la-Tour (Armée de Metz).
- 16 août :
  - Début du siège de Strasbourg par l'armée prussienne.
  - Bataille de Mars-la-Tour ou Bataille de Rezonville en Moselle (Armée de Metz).
  - les restes de l'armée du maréchal de Mac-Mahon se replient sur Châlons.
  - Les Allemands mettent le siège devant Toul.
- 16 août-14 septembre :
  - Siège de Toul.
- 17 août :
  - Combat du bois des Ognons (Rezonville).
  - Combat de Thanvillé.
- 18 août :
  - Bataille de Gravelotte ou Bataille de Saint-Privat au nord-ouest de Metz, en Moselle, où les troupes du maréchal Bazaine subissent une défaite qui lui retire toute possibilité de sortir de Metz (Armée de Metz).
- 20 août :
  - Début du siège de Metz par la IIe armée prussienne.
- 24 août au 28 octobre
  - siège de Verdun dans la Meuse.
- 25 août :
  - Ayant reconstitué une armée, le maréchal de Mac-Mahon accompagné de Napoléon III passe à l'offensive avec 120 000 soldats pour tenter de percer les troupes prussiennes et dégager le maréchal Bazaine de Metz. Il doit cependant prendre la direction de Sedan, car la route directe est barrée par les armées prussiennes.
  - Affaire de Passavant (Armée de Châlons).
  - Affaire de Sivry-Ante (Armée de Châlons).
- 26 août :
  - Affaire de Lauvallières (Armée de Metz).
  - Combat aux avant-postes de Metz (Armée de Metz).
- 27 août :
  - Combat aux avant-postes de Metz (Armée de Metz).
  - Combat de Buzancy (Armée de Châlons).
- 29 août :
  - Combat de Bois-des-Dames également appelé combat de Belval (Armée de Châlons)
- 30 août :
  - Bataille de Beaumont (Beaumont-en-Argonne) dans les Ardennes, un corps d'armée chargé de défendre le flanc de l'armée de Mac-Mahon est défait par l'armée du prince de Saxe. L'armée Mac-Mahon se retire sur la citadelle de Sedan.
  - Affaire de Poix (Poix-Terron), dans les Ardennes (Armée de Châlons)
  - Escarmouche d'Audun-le-Tiche (Moselle).
- 31 août :
  - Deux armées prussiennes, avec 240 000 hommes et 700 canons, sous les ordres des princes royaux de Prusse et de Saxe à la poursuite des troupes françaises du maréchal de Mac-Mahon, la bataille de Sedan commence (le Roi de Prusse et le Chancelier Bismarck sont présents) (Armée de Châlons).
  - Début de la Bataille de Bazeilles, dans les Ardennes (Armée de Châlons).
  - Début de la bataille de Noisseville-Servigny (Moselle) qui dura jusqu'au 1er septembre (Armée de Metz).

### Septembre
- 1er septembre :
  - Affaire de  Mohon près Mézières (Armée de Châlons).
  - Bataille de Sedan (Armée de Châlons).
  - Dès le début, en observant les combats de Bazeilles (flanc est) sur une colline du village de Balan, le maréchal de Mac-Mahon est blessé, et remplacé par le Général Ducrot puis par le général Wimpffen qui invoque un ordre du gouvernement de remplacer le commandant en chef en cas de d'empêchement. Cette succession de chefs engendre un plan de bataille incohérent.
  - Fin de la Bataille de Bazeilles où les Marsouins de l'infanterie de marine opposent une résistance héroïque contre les troupes bavaroises.
  - Afin d'éviter l'encerclement de la citadelle, les chasseurs d’Afrique du général Margueritte effectuent d'héroïques mais vaines charges sur le plateau de Floing (flanc ouest).
  - Finalement, les troupes désorganisées se replient sur la citadelle de Sedan. Encerclées et sous le feu de l'artillerie des États Allemands qui tire sur la ville citadelle, Napoléon III fait hisser le drapeau blanc, pour éviter un massacre. Il est 16h30 la bataille est perdue. Le général de Wimpffen commande la reddition de la ville.
  - Fin de la bataille de Noisseville-Servigny (Armée de Metz)
  - Affaire de Chalampé-sur-le-Rhin (Armée de Metz).
- 1er septembre au 10 novembre :
  - Défense de Neuf-Brisach dans le Haut-Rhin.
- 2 septembre :
  - L'empereur Napoléon III est fait prisonnier. Signature de l'acte de reddition par De Wimpffen et Von Molkte au château de Bellevue situé à 2 km au sud de Sedan.
  - Bilan de la bataille de Sedan : 15 000 Français tués ou blessés, 91 000 prisonniers internés sur la presqu'île d'Iges bordée par la Meuse et un canal (ce lieu d'internement fut appelé "le camp de la misère"), 10 000 ont réussi à se replier sur Paris et 3 000 sont internés en Belgique ; du côté allemand, 10 000 morts ou blessés sur 250 000 hommes.
- 3 septembre :
  - Napoléon III est emmené en captivité au château Wilhelmshöhe, à Cassel en Allemagne.
- 4 septembre
  - Les troupes allemandes commencent a se diriger vers Paris pour l'investir.
  - La IIIe République est donc proclamée par Léon Gambetta.
- 5 septembre :
  - Affaire de la ferme de Bellecroix[5],[6],[7] (Armée de Metz).
  - Défense de Montmédy.
- 9 septembre :
  - Explosion de la citadelle de Laon[8].
- 11 septembre-16 octobre :
  - Siège de Soissons.
- 14 septembre :
  -  Reddition de Toul.
- 17 septembre :
  - Combat de Montmesly (Armée de Paris).
- 18 septembre :
  - Affaire du bois de Woippy dans la Moselle (Armée de Metz).
  - Paris est désormais totalement investie.
- 19 septembre :
  - Début du siège de Paris (Armée de Paris).
  - Reconnaissance sur Chevilly.
  - Première bataille de Châtillon (Armée de Paris).
- 20 septembre :
  - Affaire de Bobigny (Armée de Paris)
- 20 septembre au 24 novembre
  - Défense de Thionville en Moselle
- 21 septembre :
  - Combat du bois de Vigneulles, commune de Lorry-lès-Metz (Armée de Metz)
- 22 septembre :
  - Affaire de Nouilly (Armée de Metz).
  - Combat de Colombey (Armée de Metz).
  - Affaire de Maison-Rouge[9] (Armée de Metz)
  - Affaire de Maisons-Alfort (Armée de Paris).
- 23 septembre :
  - Combat de la scierie Lajus à Celles-sur-Plaine dans les Vosges (Armée de l'Est).
  - Combat d'avant postes au Bourget (Armée de Paris).
  - Combat de Villejuif (Armée de Paris).
  - Défense de la redoute des Hautes-Bruyères (Armée de Paris).
  - Combat de Pierrefitte (Armée de Paris).
  - Reconnaissance sur Chilleurs-aux-Bois dans le Loiret (Armée de la Loire et corps de troupe en Normandie).
  - Combat de Vany (Armée de Metz).
  - Affaire de Chieulles (Armée de Metz).
  - Affaire de Peltre (Armée de Metz).
- 24 septembre :
  - Engagement de Crouy-en-Thelle dans l'Oise.
- 24 septembre au 14 octobre.
  - Défense de Soissons dans l'Aisne* 26 septembre :
  - Affaire de la Croix-Briquet dans le Loiret[10] (Armée de la Loire et corps de troupe en Normandie).
- 27 septembre :
  - Capitulation de Strasbourg.
  - Combat de Peltre (Armée de Metz).
  - Combat de Colombey-Mercy (Armée de Metz).
  - Affaire de La Maxe (Armée de Metz).
  - Combat de Raon-l'Étape dans les Vosges (Armée de l'Est).
- 30 septembre :
  - Combat d'avant postes à Créteil (Armée de Paris).
  - Combat de Clamart (Armée de Paris).
  - Combat de Chevillyà Chevilly-Larue (Armée de Paris).
  - Combat de Notre-Dame-des-Mèches (Armée de Paris).
  - Combat du Moulin de Saquet (Armée de Paris).
  - Escarmouche des Alluets en Seine-et-Oise-Yvelines (Armée de la Loire et corps de troupe en Normandie).
  - Escarmouche du bois de Vigneulles commune de Lorry-lès-Metz (Armée de Metz).
  - Escarmouche à La Maxe (Armée de Metz).

### Octobre
- 1er octobre :
  - Combat aux avant-postes de Drancy (Armée de Paris).
  - Combat à Neuville-aux-Bois dans le Loiret (Armée de la Loire et corps de troupe en Normandie).
  - Embuscade au lieu-dit les Pins-du-Phalanstère entre Saint-Léger-en-Yvelines et Condé-sur-Vesgre[11],[12]. (Armée de la Loire et corps de troupe en Normandie).
  - Escarmouche de Lessy (Armée de Metz).
  - Affaire du Chalet Billaudel (Armée de Metz).
  - 1er combat de Ladonchamps (Armée de Metz).

- 4 octobre :

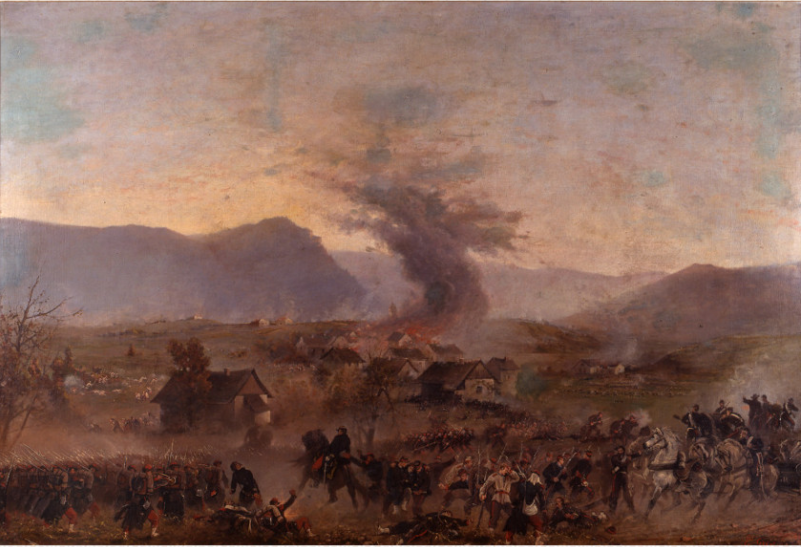
Le bataillon des mobiles de la Meurthe à la bataille de Nompatelize, le 6 octobre 1870 - Tableau de Joseph-Émile Gridel (1874).

  - Affaire d'Épernon en Eure-et-Loir (Armée de la Loire et corps de troupe en Normandie).
  - Prise du château de Ladonchamps, commune de Woippy (Armée de Metz).
- 5 octobre :
  - Combat de Toury en Eure-et-Loir (Armée de la Loire et corps de troupe en Normandie).
- 6 octobre :
  - Combat aux avant-postes en avant de Bondy (Armée de Paris).
  - Bataille de Nompatelize dans les Vosges (Armée de l'Est).
- 7 octobre :
  - Bataille de Bellevue ou de Ladonchamps ou des Trappes (Armée de Metz).
  - Combat aux avant-postes de Villetaneuse (Armée de Paris).
  - Combat aux avant-postes de Bezons : Les éclaireurs de la garde nationale de la Seine du commandant (Ribeaux, les éclaireurs volontaires de la 1re division d’infanterie et 4 escadrons du 2e régiment de dragons et du 1er régiment de gendarmerie à cheval, soutenus par 4 batteries d’artillerie, s’avancent dans la plaine de Gennevilliers jusqu’aux bords de la Seine, ou ils engagent une vive fusillade avec les tirailleurs ennemis embusqués sur l’autre rive entre Bezons et Argenteuil (Armée de Paris).
- 8 octobre :
  - Combat en avant du fort de Vanves (Armée de Paris).
  - Un détachement des francs-tireurs de Paris, un détachement des Place Tristan-Bernard#La statue des francs-tireurs des Ternes tirailleurs des Ternes sous les ordres du commandant Thierrard ainsi que 600 gardes mobiles des 7e bataillon de la Seine, 4e bataillon d’Ille-et-Vilaine et 1er bataillon de l’Aisne sous le commandement du général Martenot effectue une reconnaissance sur la Malmaison en passant par Nanterre et Rueil et entrent dans le parc en effectuant une brèche.
Dans le même temps, 4 compagnies de gardes mobiles de la garnison du Mont Valérien et les éclaireurs volontaires entrent également dans le parc par le Sud-Ouest (Armée de Paris).
  - Affaire de Fontaine-la-Rivière de l'Essonne (Armée de la Loire et corps de troupe en Normandie).
  - Les Allemands incendient Chérisy[13],[14] (Armée de la Loire et corps de troupe en Normandie).
  - Bataille de Saint-Quentin : la garde nationale repousse une attaque prussienne.
- 9 octobre :
  - Combat de Rambervillers dans les Vosges (Armée de l'Est).
- 10 octobre :
  - Bataille d'Artenay dans le Loiret (Armée de la Loire et corps de troupe en Normandie)
  - Combat de Chevilly dans le Loiret.
  - Combat aux avant-postes de Woippy (Armée de Metz).
  - Défense de Civry.
- 11 octobre :
  - Combats aux avant-postes de Stains (Armée de Paris).
  - Prise d'Orléans (Armée de la Loire et corps de troupe en Normandie).
- 12 octobre :
  - Combat de Breteuil dans l'Oise (Mobiles de la Somme et garde nationale de Breteuil).
  - Défense du château de Ladonchamps (Armée de Metz).
  - Combat d'Épinal dans les Vosges (Armée de l'Est).
- 12 octobre au 18 novembre :
  - Défense de Montmédy dans la Meuse.
- 13 octobre :
  - Deuxième bataille de Châtillon (Armée de Paris).
  - Combat de Bagneux (Armée de Paris).
  - Combats aux avant-postes de Fontenay-sous-Bois (Armée de Paris).
- 14 octobre :
  - Combat d'Écouis dans l'Eure (Armée de la Loire et corps de troupe en Normandie).
  - Défense de Civry.
- 15 octobre :
  - Combats aux avant-postes du Raincy (Armée de Paris).
  - Reconnaissance près de Labaroche dans le Haut-Rhin (Armée de l'Est).
  - Défense de Civry.
- 18 octobre :
  - Combats aux avant-postes de Bondy (Armée de Paris).
  - Bataille de Châteaudun en Eure-et-Loir (Armée de la Loire et corps de troupe en Normandie).
- 19 octobre :
  - Escarmouche d'Étrépagny dans l'Eure (Armée de la Loire et corps de troupe en Normandie).
- 21 octobre :
  - Première bataille de Buzenval (Armée de Paris).
  - Combats aux avant-postes de Champigny (Armée de Paris).
  - Défense du Moulin-Cachan (Armée de Paris).
  - Combats devant Maisons-Alfort (Armée de Paris).
  - Combat de Grandpuits en Seine-et-Marne (Armée de la Loire et corps de troupe en Normandie)
  - Combat de Dreux en l'Eure-et-Loir (Armée de la Loire et corps de troupe en Normandie).
  - Combat devant Chartres en l'Eure-et-Loir (Armée de la Loire et corps de troupe en Normandie).
  - Combat de Luisant en l'Eure-et-Loir (Armée de la Loire et corps de troupe en Normandie).
  - Combat de Jouy en l'Eure-et-Loir (Armée de la Loire et corps de troupe en Normandie).
  - Combat aux avant-postes de Moulins-lès-Metz (Armée de Metz).
  - Premier combat de Cussey-sur-l'Ognon dans le Doubs (Armée de l'Est).
- 22 octobre :
  - Combat de Châtillon-le-Duc dans les Doubs (Armée de l'Est).
  - Combat d'Auxon-Dessus dans les Doubs (Armée de l'Est).
- 23 octobre :
  - Deuxième combat de Cussey-sur-l'Ognon dans le Doubs[15] (Armée de l'Est).
  - Lettre du roi de Prusse Guillaume Ier en réponse au courrier de l'ex-impératrice, Eugénie de Montijo, réfugiée en Angleterre.
- 24 octobre :
  - Combats aux avant-postes de Bondy (Armée de Paris).
  - Méprise de Dreux : fusillade entre mobiles et francs tireurs se prenant les uns et les autres pour des Prussiens (Armée de la Loire et corps de troupe en Normandie).
  - Affaire de la forêt d'Hécourt dans l'Eure (Armée de la Loire et corps de troupe en Normandie).
- 25 octobre :
  - Combat de Binas dans le Loir-et-Cher (Armée de la Loire et corps de troupe en Normandie).
  - Combat de Nogent-sur-Seine dans l'Aube (Armée de la Loire et corps de troupe en Normandie).
- 27 octobre :
  - Combat de Saint-Seine-sur-Vingeanne en Côte-d'Or (Armée de l'Est).
  - Combat de Talmay en Côte-d'Or (Armée de l'Est).
- 28 octobre :
  - Capitulation du Maréchal Bazaine à Metz livrant à l'ennemi près de 150 000 prisonniers et un matériel considérable (Armée de Metz).
  - Combat de Formerie dans l'Oise[16] (Armée de la Loire et corps de troupe en Normandie).
- 28 octobre-30 octobre :
  - Première bataille du Bourget (Armée de Paris).
- 29 octobre :
  - Affaire du Mont-Rolant, près de Dole dans le Jura (Armée de l'Est).
- 30 octobre :
  - Première bataille de Dijon en Côte-d'Or (Armée de l'Est).
  - Combats aux avant-postes de la plâtrière de Vitry (Armée de Paris).
- 31 octobre :
  - Combat d'Illiers en Eure-et-Loir (Armée de la Loire et corps de troupe en Normandie).

### Novembre
- 3 novembre :
  - Combats en avant du fort de Nogent (Armée de Paris).
- 5 novembre :
  - Combat de Germigney en Haute-Saône (Armée de l'Est).
  - Début du siège de La Fère dans l'Aisne.
- 7 novembre :
  - Combats de Vallières et de Saint-Laurent-des-Bois en Loir-et-Cher (Armée de la Loire et corps de troupe en Normandie).
  - Affaire de Brethenay en Haute-Marne (Armée de l'Est).
  - Affaire de Provenchères-sur-Marne en Haute-Marne (Armée de l'Est).
- 7 novembre au 24 janvier 1871 :
  - Défense de Langres en Haute-Marne (Armée de l'Est).
- 9 novembre :
  - Combat naval entre le Bouvet et le Meteor au large de La Havane.
  - Bataille de Coulmiers (Armée de la Loire et corps de troupe en Normandie).
  - Combats aux avant-postes d'Arcueil-Cachan (Armée de Paris).
- 13 novembre au 27 novembre 1871 :
  - Siège de La Fère dans l'Aisne.
- 13 novembre au 1er janvier 1871 :
  - Défense de Mézières en Ardennes.
- 15 novembre :
  - Combats à la barricade de Vitry (Armée de Paris).
- 16 novembre :
  - Combats en avant de La Varenne-Saint-Hilaire (Armée de Paris).
- 17 novembre :
  - Combat de Tréon en Eure-et-Loir (Armée de la Loire et corps de troupe en Normandie).
- 18 novembre :
  - Affaire d'Illiers en Eure-et-Loir (Armée de la Loire et corps de troupe en Normandie).
  - Affaire de Chevannes dans le Loiret (Armée de la Loire et corps de troupe en Normandie).
  - Affaire de Jaudrais en Eure-et-Loir (Armée de la Loire et corps de troupe en Normandie).
  - Combat de Torçay en Eure-et-Loir (Armée de la Loire et corps de troupe en Normandie).
  - Affaire de Villeneuve-sur-Yonne dans l'Yonne (Armée de la Loire et corps de troupe en Normandie).
  - Affaire de Mantoche en Haute-Saône (Armée de l'Est).
- 19 novembre :
  - Combats au Petit-Bry (Armée de Paris).
  - Combat de Châtillon-sur-Seine (Armée des Vosges) .
  - Affaire de Vouël et de Tergnier, près de La Fère dans l'Aisne (Armée du Nord).
- 20 novembre :
  - Combats au fort de Nogent (Armée de Paris).
  - Combat de Chagny en Saône-et-Loire (Armée de l'Est).
- 21 novembre :
  - Affaire de Thiron-Gardais en Eure-et-Loir (Armée de la Loire et corps de troupe en Normandie).
  - Combat de la Fourche, de la Madeleine et combat de Bretoncelles[17] dans l'Orne.
- 22 novembre :
  - Affaire de La Ferté-Bernard dans la Sarthe (Armée de la Loire et corps de troupe en Normandie).
  - Combat de Vougeot en Côte-d'Or (Armée de l'Est).
  - Défense de Longwy en Meurthe.
- 23 novembre :
  - Combat d'Arnay-le-Duc en Côte-d'Or (Armée de l'Est).
- 24 novembre :
  - Combats aux avant-postes de Bondy (Armée de Paris).
  - Combats de Chilleurs-aux-Bois, de Ladon, de Boiscommun, de Neuville-aux-Bois et de  Maizières dans le Loiret[18] (Armée de la Loire et corps de troupe en Normandie).
  - Combat de Mézières-en-Santerre, dans la Somme (Armée du Nord).
  - Capitulation de Thionville dans la Moselle.
- 25 novembre :
  - Affaire de la barricade du Pont de Sèvres (Armée de Paris).
  - Affaire de Broué en Eure-et-Loir (Armée de la Loire et corps de troupe en Normandie).
  - Affaire de Connerré dans la Sarthe (Armée de la Loire et corps de troupe en Normandie).
  - Affaire d'Auxon dans l'Aube (Armée de l'Est).
  - Défense de Phalsbourg dans la Meurthe.
- 26 novembre :
  - Affaire de Maulu dans l'Eure[19],[20] (Armée de la Loire et corps de troupe en Normandie).
  - Combat de Lorcy dans le Loiret (Armée de la Loire et corps de troupe en Normandie).
  - Reconnaissance en avant de Châteaudun en Eure-et-Loir (Armée de la Loire et corps de troupe en Normandie).
  - Combats de Pasques, Prenois et de Hauteville-lès-Dijon en Côte-d'Or (Armée de l'Est).
  - Combat de Gentelles, dans la Somme (Armée du Nord).
  - Engagement de  Couzon-sur-Coulange, près de Langres, en Haute-Marne (Armée de l'Est).
  - 26 et 27 novembre, Combats de Boves dans la Somme (Armée du Nord).
- 27 novembre :
  - Bataille d'Amiens, 27 novembre-1er décembre 1870 (Armée du Nord).
  - Bataille de Villers-Bretonneux, dans la Somme (Armée du Nord).
  - Combat de Cachy, dans la Somme (Armée du Nord).
  - Combat d'Hébécourt, dans la Somme (Armée du Nord).
  - Bataille de Dury, dans la Somme (Armée du Nord).
  - Combats de Talant, Combats de Pasques et de Lantenay en Côte-d'Or (Armée de l'Est).
  - Reddition de La Fère dans l'Aisne.
- 28 novembre :
  - Bataille de Beaune-la-Rolande (Armée de la Loire et corps de troupe en Normandie).
- 29 novembre :
  - Combat de la Gare-aux-Bœufs (Armée de Paris).
  - Combat de l'Haÿ (Armée de Paris).
  - Affaire de Saint-Denis-le-Ferment dans l'Eure (Armée de la Loire et corps de troupe en Normandie).
  - Affaire de La Chapelle-Onzerain dans le Loiret (Armée de la Loire et corps de troupe en Normandie).
  - Défense du pont de Varize en Eure-et-Loir (Armée de la Loire et corps de troupe en Normandie).
- 29 novembre-3 décembre :
  - Bataille de Champigny également appelée bataille de Villiers (Armée de Paris).
- Nuit du 29-30 novembre :
  - Combat d'Étrépagny dans l'Eure (Armée de la Loire et corps de troupe en Normandie).
- 30 novembre :
  - Combat de Choisy-le-Roi (Armée de Paris).
  - Combat d'Épinay-sur-Seine (Armée de Paris).
  - Combat de Boiscommun dans le Loiret (Armée de la Loire et corps de troupe en Normandie).
  - Combat de Nuits-Saint-Georges en Côte-d'Or (Armée de l'Est).

### Décembre
- 1er décembre
  - Combat de Villepion, hameau du village de Terminiers en Eure-et-Loir (Armée de la Loire et corps de troupe en Normandie).
  - Combat de Bellegarde dans le Loiret (Armée de la Loire et corps de troupe en Normandie).
  - Combat d'Autun en Saône-et-Loire (Armée des Vosges).
- 2 décembre-4 décembre :
  - Bataille d'Orléans dans le Loiret (Armée de la Loire et corps de troupe en Normandie).
- 2 décembre : 
  - Bataille de Loigny en Eure-et-Loir (Armée de la Loire et corps de troupe en Normandie).
  - Combat aux avant-postes de Mont-Mesly entre le 117e régiment d'infanterie et l'ennemi (Armée de Paris).
- 3 décembre :
  - Début du siège de Belfort.
  - Combats d'Artenay et de Chevilly-Cercottes dans le Loiret (Armée de la Loire et corps de troupe en Normandie).
  - Combat de Châteauneuf en Côte-d'Or (Armée de l'Est).
- 4 décembre :
  - Bataille autour d'Orléans dans le Loiret (Armée de la Loire et corps de troupe en Normandie)
  - Combat de Buchy en Seine-Inférieure (Armée de la Loire et corps de troupe en Normandie).
- 6 décembre :
  - Affaire de la ferme du Tremblay[21],[22] où est engagé le 36e régiment de mobiles de la Vienne (Armée de Paris).
  - Combat de Meung-sur-Loire dans le Loiret (Armée de la Loire et corps de troupe en Normandie).
  - Affaire de Sully-sur-Loire dans le Loiret (Armée de la Loire et corps de troupe en Normandie).
- Nuit du 9 au 10 décembre :
  - Capitulation prussienne à Ham dans la Somme (Armée du Nord). Le château de Ham, occupé par les Prussiens, capitule et tombe aux mains des troupes françaises. C'est la seule capitulation prussienne dans cette guerre.
- 7 au 11 décembre :
  - Combats de Villorceau, Cravant, et Beaugency dans le Loiret (Armée de la Loire et corps de troupe en Normandie).
  - Combats de Josnes et de Lorges dans le Loir-et-Cher (Armée de la Loire et corps de troupe en Normandie).
- 11 décembre :
  - Reconnaissance en avant d'Oiselay en Haute-Saône (Armée de l'Est).
- 12 décembre :
  - Fin du siège de Phalsbourg.
- 13 décembre :
  - Occupation de Blois dans le Loir-et-Cher par les troupes prussiennes.
  - Reconnaissance près de Vierzon dans le Cher (Armée de l'Est).
- 14 décembre : Combat de Morée dans le Loir-et-Cher (Armée de la Loire et corps de troupe en Normandie).
- 14 décembre et 15 décembre :
  - Combats de Fréteval et de Vendôme dans le Loir-et-Cher (Armée de la Loire et corps de troupe en Normandie).
  - Capitulation de Montmédy.
- 15 décembre :
  - Prise de la ferme de la Thibaudière (Armée de la Loire et corps de troupe en Normandie).
- 16 décembre :
  - Combat aux avant-postes de Pezou dans le Loir-et-Cher (Armée de la Loire et corps de troupe en Normandie).
  - Combat du château de la Tuilerie (Armée de la Loire et corps de troupe en Normandie).
  - Combat de Morée dans le Loir-et-Cher (Armée de la Loire et corps de troupe en Normandie).
  - Combat de Longeau en Haute-Marne (Armée de l'Est).
- 17 décembre :
  - Combat de Droué dans le Loir-et-Cher (Armée de la Loire et corps de troupe en Normandie).
  - Sédition à Bernay dans l'Eure (Armée de la Loire et corps de troupe en Normandie).
- 18 décembre :
  - Deuxième bataille de Dijon également appelée bataille de Nuits en Côte-d'Or(Armée de l'Est).
  - Reconnaissance sur Montrambert sur la rive gauche de l'Ognon dans le Jura (Armée de l'Est).
  - Combat aux avant-postes de La Folie[23]à Nanterre (Armée de Paris).
  - Affaire devant Langres, en Haute-Marne (Armée de l'Est).
- 19 décembre :
  - Combat aux avant-postes du Bourget (Armée de Paris).
  - Combat aux avant-postes de Montrouge (Armée de Paris).
- 20 décembre :
  - Combat de Monnaie en Indre-et-Loire (Armée de la Loire et corps de troupe en Normandie).
- 21 décembre :
  - Deuxième bataille du Bourget (Armée de Paris).
  - Combat du Moulin de Saquet où se trouve engagé le 111e régiment d'infanterie (Armée de Paris).
  - Combat de Ville-Évrard où se trouve engagé le 112e régiment d'infanterie et dans lequel le général Favé sera blessé et le général Blaise succombera à ses blessures le 22 décembre (Armée de Paris).
  - Affaire près de La Ferté-Bernard dans la Sarthe (Armée de la Loire et corps de troupe en Normandie).
- 21 décembre-22 décembre :
  - Combats aux avant-postes de l'île du Chiard à Nanterre (Armée de Paris).
- 22 décembre :
  - Combats au parc de Maison-Blanche (Armée de Paris).
  - L'artillerie allemande bombarde le plateau d'Avron (Armée de Paris).
  - Combat d'avant-postes à Clamart (Armée de Paris).
- 23 décembre :
  - Affaire devant Langres, en Haute-Marne (Armée de l'Est).
- 23 décembre-24 décembre :
  - Bataille de l'Hallue également appelée bataille de Pont-Noyelles, dans la Somme (Armée du Nord).
- 24 décembre :
  - Affaires de Nointot et de Bolbec en Seine-Maritime (Armée de la Loire et corps de troupe en Normandie).
- 25 décembre :
  - Affaire de Nouzonville dans les Ardennes (Armée du Nord).
  - Affaire de Bricon près de Langres, en Haute-Marne (Armée de l'Est).
- 26 décembre :
  - Affaire de la Maison-Blanche (Armée de Paris).
- 27 décembre :
  - Début du siège de Péronne (Armée du Nord).
  - L'artillerie allemande bombarde le plateau d'Avron (Armée de Paris).
  - Combat d'avant-postes à Vitry-sur-Seine (Armée de Paris).
  - Combat d'avant-postes à Meudon (Armée de Paris).
  - Combat de Montoire-sur-le-Loir et de Saint-Quentin-lès-Trôo dans le Loir-et-Cher (Armée de la Loire et corps de troupe en Normandie).
  - Affaire d'Essertine (Armée de la Loire et corps de troupe en Normandie).
- 28 décembre :
  - L'artillerie allemande bombarde le plateau d'Avron (Armée de Paris).
  - Défense du fort de Rosny (Armée de Paris).
  - Affaire de Longpré, près d'Abbeville, dans la Somme (Armée du Nord).
- 29 décembre :
  - L'artillerie allemande bombarde le plateau d'Avron (Armée de Paris).
  - Défense du fort de Nogent (Armée de Paris).
  - Affaire de Bondy (Armée de Paris).
  - Embuscade près de Montmirail dans la Sarthe (Armée de la Loire et corps de troupe en Normandie).
- 30 décembre :
  - Combat des Moulineaux en Seine-Inférieure (Armée de la Loire et corps de troupe en Normandie).

- 31 décembre :
  - Combats de Château Robert et de La Maison-Brûlée en Seine-Inférieure (Armée de la Loire et corps de troupe en Normandie).
  - Combat de Châtillon-sur-Loire dans le Loiret (Armée de la Loire et corps de troupe en Normandie).
  - Affaire de la Tuilerie (Armée de la Loire et corps de troupe en Normandie).
  - Affaire de Bourgtheroulde dans l'Eure (Armée de la Loire et corps de troupe en Normandie).
  - Combats de Vendôme, de Bel-Air et de Danzé dans le Loir-et-Cher (Armée de la Loire et corps de troupe en Normandie).
  - Affaire de Cresancey en Haute-Saône (Armée de l'Est).

## 1871

### Janvier
- 1er janvier :
  - Combat d'avant-postes à Rueil (Armée de Paris).
  - Reddition de  Mézières   dans les (Ardennes).
- 2 janvier :
  - Affaire de Conflans-sur-Seine dans la Marne (Armée de la Loire et corps de troupe en Normandie).
  - Reconnaissance sur Lancé dans le Loir-et-Cher (Armée de la Loire et corps de troupe en Normandie).
  - Affaire du village de Courceaux dans l'Yonne (Armée de l'Est).
  - Affaire d'Abbévillers dans le Doubs (Armée de l'Est).
  - Combats d'Achiet-le-Grand et de Béhagnies, dans le Pas-de-Calais (Armée du Nord).
- 3 janvier :
  - Bataille de Bapaume dans le Pas-de-Calais (Armée du Nord)
  - Combat d'avant-postes à La Folie-Nanterre (Armée de Paris)
- 4 janvier :
  - Combat de Bourgtheroulde et de Robert le Diable dans l'Eure (Armée de la Loire et corps de troupe en Normandie)
  - Affaire de La Londe en Seine-Inférieure (Armée de la Loire et corps de troupe en Normandie).
- 5 janvier :
  - Combat aux avant-postes de Boulogne (Armée de Paris)
  - Combat aux avant-postes de Villejuif (Armée de Paris)
  - Combat aux avant-postes de Noisy (Armée de Paris)
  - Les redoutes des Hautes-Bruyères et du du Moulin-Saquet ont eu à supporter un véritable bombardement (Armée de Paris).
  - Combat de Levrecey en Haute-Saône (Armée de l'Est)
- Du 5 janvier au 22 janvier :
  - Bombardement quotidien du fort de Vanves (Armée de Paris)
- 6 janvier :
  - Combat aux avant-postes du Bas-Meudon (Armée de Paris)
  - Affaire des Roches en Eure-et-Loir (Armée de la Loire et corps de troupe en Normandie)
  - Affaire du Gué-du-Loir en Loir-et-Cher (Armée de la Loire et corps de troupe en Normandie)
  - Combat de La Fourche en Eure-et-Loir (Armée de la Loire et corps de troupe en Normandie)
  - Affaire de Lunay en Loir-et-Cher (Armée de la Loire et corps de troupe en Normandie)
  - Combat d'Épuisay en Loir-et-Cher (Armée de la Loire et corps de troupe en Normandie)
  - Combat d'Azé-Mazangé en Loir-et-Cher (Armée de la Loire et corps de troupe en Normandie)
  - Affaire de la forêt de Vendôme en Loir-et-Cher (Armée de la Loire et corps de troupe en Normandie)
  - Combat de Mont Levernois en Haute-Saône (Armée de l'Est)
- Du 7 janvier au 27 janvier :
  - Bombardement quotidien du fort d'Issy (Armée de Paris)
  - Bombardement quotidien du fort de Montrouge (Armée de Paris)
- 7 janvier :
  - Le bombardement allemand touche le lycée de Vanves et la courtine 68-69 faisant plusieurs victimes (Armée de Paris)
  - Combat de Villeporcher en Loir-et-Cher (Armée de la Loire et corps de troupe en Normandie)
  - Combat près de Nogent-le-Rotrou en Eure-et-Loir (Armée de la Loire et corps de troupe en Normandie)
  - Combat de Villechauve en Loir-et-Cher (Armée de la Loire et corps de troupe en Normandie)
  - Affaire près de Château-Renault en Indre-et-Loire (Armée de la Loire et corps de troupe en Normandie)
  - Combat de Clerval dans le Doubs (Armée de l'Est)
- 8 janvier :
  - Affaire en avant de Saint-Laurent dans l'Indre (Armée de la Loire et corps de troupe en Normandie)
  - Combat de Bellême dans l'Orne (Armée de la Loire et corps de troupe en Normandie)
  - Combat de Villechaumont  dans le Loiret (Armée de la Loire et corps de troupe en Normandie)
  - Combat de Vancé dans la Sarthe (Armée de la Loire et corps de troupe en Normandie)
- 9 janvier :
  - Bataille de Villersexel en Haute-Saône (Armée de l'Est)
  - Affaire de Villers-la-Ville en Haute-Saône (Armée de l'Est)
  - Combat d'Ardenay-sur-Mérize dans la Sarthe (Armée de la Loire et corps de troupe en Normandie)
  - Combat de Duneau dans la Sarthe (Armée de la Loire et corps de troupe en Normandie)
  - Affaire de Brives dans la Sarthe (Armée de la Loire et corps de troupe en Normandie)
  - Affaire de Saint-Pierre-du-Lorouër dans la Sarthe (Armée de la Loire et corps de troupe en Normandie)
  - Affaire de Saint-Georges dans la Sarthe (Armée de la Loire et corps de troupe en Normandie)
- 10 janvier :
  - Fin du siège de Péronne (capitulation française)
  - Combat au Moulin de Pierre (Armée de Paris)
  - Combat de Combats de Parigné-l'Evêque, de Changé et de Champagné dans la Sarthe (Armée de la Loire et corps de troupe en Normandie)
- 11 janvier-12 janvier :
  - Bataille du Mans dans la Sarthe (Armée de la Loire et corps de troupe en Normandie)
  - Défense de Saint-Denis et de la batterie de la Courneuve (Armée de Paris)
- 12 janvier :
  - Combat aux avant-postes de Créteil (Armée de Paris)
  - Défense de la redoute de la Boissière (Armée de Paris) (Armée de Paris)
- 13 janvier :
  - Coup de main sur le Moulin-de-Pierre
  - Combat d'Yvré-l'Évêque dans la Sarthe (Armée de la Loire et corps de troupe en Normandie)
  - Combat de Chassillé dans la Sarthe (Armée de la Loire et corps de troupe en Normandie)
  - Combat d'Arcey-Sainte-Marie dans le Doubs (Armée de l'Est)
  - Combat de Croix dans le Doubs (Armée de l'Est)
- 14 janvier :
  - Combat de Beaumont-sur-Sarthe dans la Sarthe (Armée de la Loire et corps de troupe en Normandie)
  - Troisième bataille de Dijon
- 15 janvier :
  - Combat de Sillé-le-Guillaume dans la Sarthe (Armée de la Loire et corps de troupe en Normandie)
  - Affaire de Saint-Rémy-le-Guillaume dans la Sarthe (Armée de la Loire et corps de troupe en Normandie)
  - Affaire de Nonneville en Eure-et-Loir (Armée de la Loire et corps de troupe en Normandie)
  - Affaire de Meslayen Mayenne (Armée de la Loire et corps de troupe en Normandie)
  - Combat d'Alençon dans l'Orne (Armée de la Loire et corps de troupe en Normandie)
  - Combat de Saint-Jean-sur-Erve en Mayenne (Armée de la Loire et corps de troupe en Normandie)
  - Affaire de Pozières dans la Somme (Armée du Nord)
  - Combat de Masnières dans le Nord (Armée du Nord)
- 15 janvier-17 janvier :
  - Bataille d'Héricourt en Haute-Saône (Armée de l'Est)
- 16 janvier :
  - Le bombardement allemand touche le bastion 65 faisant plusieurs victimes (Armée de Paris).
  - Affaire d'Avallon dans l'Yonne (Armée de la Loire et corps de troupe en Normandie)
- 17 janvier
  - Combat à Arcueil-Cachan (Armée de Paris)
  - Combat de Bolbec en Seine-Inférieure (Armée de la Loire et corps de troupe en Normandie)
  - Affaire de Saint-Romain-de-Colbosc en Seine-Inférieure (Armée de la Loire et corps de troupe en Normandie)
- 18 janvier :
  - Le bombardement allemand touche le bastion 67 faisant plusieurs victimes (Armée de Paris).
  - Affaire de Sainte-Mélaine près Laval en Mayenne (Armée de la Loire et corps de troupe en Normandie)
  - Combat d'Abbévillers dans le Doubs (Armée de l'Est)
  - Affaire de Brennes près Langres, en Haute-Marne (Armée de l'Est)
  - Combat de Tertry dans la Somme (Armée du Nord)
  - Combats de Pœuilly dans la Somme (Armée du Nord)
- 19 janvier :
  - Bataille de Saint-Quentin dans l'Aisne (Armée du Nord)
  - Seconde bataille de Buzenval (Armée de Paris)
  - La redoute des Hautes-Bruyères est bombardée (Armée de Paris).
  - Combat de Vesoul en Haute-Saône (Armée de l'Est)
- 20 janvier :
  - Combat devant Le Bourget (Armée de Paris)
- 21 janvier :
  - Le fort de l'Est est bombardé (Armée de Paris)
  - Affaire de La Flèche dans la Sarthe (Armée de la Loire et corps de troupe en Normandie)
  - Combat de Bernay dans l'Eure (Armée de la Loire et corps de troupe en Normandie)
  - Combat de Dole dans le Jura (Armée de l'Est)
  - Affaire de Villiers-sur-Suize près de Langres, en Haute-Marne (Armée de l'Est)
- 21-25 janvier
  - Défense de Salins-les-Bains dans le Jura
- 23 janvier :
  - Combat aux avant-postes du Bas-Meudon (Armée de Paris)
  - Surprise de la Roche-sur-Yonne dans l'Yonne (Armée de la Loire et corps de troupe en Normandie)
- 23 janvier-26 janvier :
  - Défense de Besançon
- 24 janvier :
- 25 janvier :
  - Le fort de l'Est est bombardé (Armée de Paris)
- 21 janvier-23 janvier :
  - Combat autour de Dijon en Côte-d'Or (Armée de l'Est)
- 21 janvier-26 janvier :
  - Bataille du Mans
  - Bombardement de Saint-Denis (Armée de Paris)
- 23 janvier :
  - Combat de Clerval dans le Doubs (Armée de l'Est)
  - Combat de Blamont dans le Doubs (Armée de l'Est)
- 26 janvier :
  - Le gouvernement fait pressentir l'armistice.
  - Combat devant La Courneuve (Armée de Paris)
  - Combat de Vorges dans le Doubs (Armée de l'Est)
- 27 janvier :
  - Reconnaissance sur Blois en Loir-et-Cher (Armée de la Loire et corps de troupe en Normandie)
  - Affaire de Bricon, en Haute-Marne (Armée de l'Est)
- 28 janvier :
  - Combat du faubourg de Vienne[24] à Blois en Loir-et-Cher (Armée de la Loire et corps de troupe en Normandie)
  - Combat de Prauthoy près de Langres, en Haute-Marne (Armée de l'Est)
  - Capitulation de Paris et signature de l'armistice.
- 29 janvier :
  - Affaire de Chaffois dans le Doubs (Armée de l'Est)
  - Affaire près de Pontarlier dans le Doubs (Armée de l'Est)
  - Affaire de Sombacour dans le Doubs (Armée de l'Est)
- 31 janvier :
  - Combat de Vaux-et-Chantegrue dans le Doubs (Armée de l'Est)

#### Convention d'armistice
Une convention d'armistice est arrêtée entre Otto von Bismarck, et Jules Favre, ministre des affaires étrangères du gouvernement de la Défense nationale :

### Février
- 1er février - 2 février :
  - Combat de La Cluse dans le Doubs (Armée de l'Est)
- 6 février :
  - À Bordeaux, Léon Gambetta démissionne de ses fonctions.

- 15 février :
  - Les Prussiens ajoutent 5 articles additionnels à la Convention d'armistice. D'autre part l'armistice, qui devait expirer le 19 février à midi, est prorogé au 24, « avec faculté de renouveler cette prorogation, si les circonstances l'exigent ».

#### Articles additionnels à la Convention d'armistice
- 18 février :
  - Après 104 jours de siège, le colonel Denfert-Rochereau est contraint de se rendre sur ordre d'Adolphe Thiers.
- 26 février :
  - Les préliminaires de paix sont signés

#### Base préliminaire à la paix définitive à conclure ultérieurement
La base préliminaire d'un traité de paix définitif entre l'Empire allemand et la France est signé, le 26 février. Guillaume Ier et Otto von Bismarck exigent la cession de l'Alsace, sous prétexte que cette région était une ancienne possession du Saint-Empire romain germanique, avant les traités de Westphalie et la conquête de Louis XIV ainsi que la partie Nord de la Lorraine avec la place forte de Metz, correspondant à l'actuel département de la Moselle, sur simple demande chef d'état-major von Moltke.
Aux revendications territoriales, une indemnité de guerre de cinq milliards de francs est ajoutée. 
Adolphe Thiers obtient que la place forte de Belfort, non prise et défendue par le colonel Denfert-Rochereau reste à la France en échange du droit pour les Allemands de défiler dans Paris.

### Mars
- 18 mars :
  - Soulèvement du 18 mars 1871 à Paris
  - Début de la Commune de Paris

- 25 mars : 
  - Les troupes françaises quittent Bitche sur ordre du nouveau gouvernement après un siège de 230 jours, du 8 août 1870 au 26 mars 1871.
- 26 mars : 
  - Les troupes allemandes pénètrent dans Bitche, sans avoir été prise.
- 27 mars : 
  - Réorganisation des corps d'infanterie français

### Mai
- 10 mai :
  - Le Traité de Francfort est signé. Il met fin à la guerre franco-allemande de 1870-1871

### Témoignages
- Général Georges Boulanger, L'invasion Allemande - Guerre De 1870-1871, Jules Rouff et Cie, Paris, 1888 (trois tomes)
- Paul Déroulède, 1870, Feuilles de route, Des Bois de Verrières à la Forteresse de Breslau, Paris, Société d'édition et de publications Librairie Félix Juven, 1907.
- Edmond Deschaumes, Journal d'un lycéen de 14 ans pendant le siège de Paris, Librairie Firmin-Didot, 1890, 397 p.  ;
- Général Auguste-Alexandre Ducrot, La Défense de Paris, Éditeur E. Dentu, libraire de la Société des gens de Lettres, Paris, 1875 ;
- Général Louis Faidherbe, Campagne de l'Armée du Nord en 1870-1871, édition E. Dantu, Paris, 1871 ;
- Giuseppe Garibaldi, Mémoires d'un Chemise rouge, Paris, François Maspéro, 1981  (ISBN 2-7071-1208-9) ;
- Théophile Gautier, Tableaux du siège, Paris 1870-1871, Paris, Charpentier et Cie, 1871
- Helmuth von Moltke (trad. Ernest Jaeglé), La Guerre de 1870 [« Geschichte des Deutsch-Französischen Krieges von 1870–71 »], Paris, Librairie H. Le Soudier, 1891 [lire sur Wikisource].

### Études historiques
- Stéphane Rouzeau, 1870 : la France dans la guerre, Paris, Armand Colin, 1989, 420 p. (ISBN 978-2-200-37165-4).
- Général Barthelémy-Edmond Palat (pseud.Pierre Lehautcourt), Histoire de la guerre de 1870-1871, Berger-Levrault, 1893-1907 (quinze tomes) ;
- Jean-Jacques Becker et Stéphane Audoin-Rouzeau, La France, la nation, la guerre : 1850-1920, Paris, SEDES, coll. « Regards sur l'Histoire » (no 106), 1995, 387 p. (ISBN 978-2-718-19349-6).
- Frédéric Beauchef, 1871, Le Mans, une bataille oubliée, Le Mans, Éd. Libra diffusio, 2010, 152 p. (ISBN 978-2-844-92473-5).
- Jacques Bonfils et Guy Rey, 1870, l'Empire s'écroule à Sedan, éditions Euromédia, collection patrimoine ardennais, préface de Jacques Rousseau, 2010.
- Philippe Bestetti, Siège de Paris, Éditions Centre Liégeois d'Histoire et d'Architecture Militaires (CLHAM), 1995 ;
- Alfred Colling, La Prodigieuse Histoire de la Bourse, Société d'Éditions Économiques et Financières, 1949.
- Bernard Giovanangeli et al., 1870 : les soldats et leurs batailles, Paris, B. Giovanangeli Ministère de la défense, 2006, 159 p. (ISBN 978-2-909-03495-9)
- Henri Guillemin, Les origines de la Commune, t. 1 : Cette curieuse guerre de 70. Thiers - Trochu - Bazaine, Paris, Éditions d'Utovie, coll. « HG », 2007 (1re éd. 1956), 274 p. (ISBN 978-2-868-19747-4) ;
- Henri Guillemin, Les origines de la Commune, t. 2 : L'héroïque défense de Paris, 1870-1871, Bats (France), Éditions d'Utovie, coll. « HG », 2008 (1re éd. 1959), 430 p. (ISBN 978-2-868-19751-1) ;
- Henri Guillemin, Les origines de la Commune, t. 3 : La capitulation (1871), Paris, Éd. d'Utovie, coll. « HG », 2008 (1re éd. 1960), 418 p. (ISBN 978-2-868-19752-8) ;
- Roland Hoyndorf et Willy Schneider, 1870, la perte de l'Alsace-Lorraine, Strasbourg, Coprur, 2000, 83 p. (ISBN 978-2-842-08055-6) ;
- Adolphe Lécluselle, La guerre dans le Nord: 1870-1871 ..., Condé-sur-Noireau, Corlet, 1996 (1re éd. 1898) (OCLC 464006633) ;
- Amédée Le Faure, Histoire de la Guerre Franco-Allemande 1870-71, Garnier Frères, 1875 (deux tomes)
- Aristide Martinien : Guerre de 1870-1871 : État nominatif par affaires et par corps des officiers tués ou blessés du 25 juillet au 29 octobre 1870
- Aristide Martinien : Guerre de 1870-1871 :  État nominatif, par affaires et par corps, des officiers tués du 15 septembre 1870 au 12 février 1871
- Pierre Milza, L'année terrible, Paris, Perrin, 2009, Vol. 1 La guerre franco-prussienne, (septembre 1870-mars 1871). Vol. 2 La Commune, [mars-juin 1871]. (ISBN 978-2-262-02498-7 et 978-2-262-03073-5) ;
- François Roth, La guerre de 1870, France, Fayard, 1990, 778 p. (ISBN 978-2-213-02321-2) ;
- Lt-Colonel Léonce Rousset, Histoire générale de la guerre franco-allemande (1870-1871), Librairie illustrée Jules Tallandier, 1911 (sept tomes)  : Tome I : L'armée impériale, 1re partie, Tome II : L'armée impériale, 2e partie, Tome III : Le siège de Paris, Tome IV : Les armées de Province, 1re partie, Tome V : Les armées de Province, 2e partie, Les armées de Province, 3e partie, Tome VII : Atlas
- Capitaine Alfred-Oscar Wachter, Histoire de la Guerre Franco-Allemande 1870-71, Histoire politique, diplomatique et militaire, Imprimerie et Librairie militaires de L. Baudoin, 1895 (deux tomes);